# Мастихин
Мастихи́н (от итал. mestichino, «шпатель») — специальный инструмент, использующийся в масляной живописи для смешивания или удаления незасохших остатков красок, очистки палитры или нанесения густой краски на холст.
Мастихин также называют художественным шпателем. Изначально мастихин использовали для работы с красками только на палитре. Со временем мастихин стал употребляться вместо кисти для создания живописного произведения, нанесения краски ровным слоем или рельефными мазками. Такой способ нанесения красок на холст придавал картине особый стиль.
Мастихины, как правило, изготавливаются из стали или пластика и могут иметь самую разнообразную форму и размер (ножа, лопатки и других инструментов). Примерами письма мастихином могут быть некоторые работы Поля Сезанна, Валентина Серова, Константина Коровина, преимущественно мастихином работает петербургский художник Дмитрий Кустанович.
Мастихин для нанесения краски на холст отличается от мастихина для палитры изогнутой формой ручки. Изгиб между лопаткой и ручкой упрощает написание картины тем, что рука не касается полотна.